# Manuel Lombardo
Manuel Lombardo (Turín, 4 de diciembre de 1998) es un deportista italiano que compite en judo.
Ganó dos medallas de plata en el Campeonato Mundial de Judo, en los años 2021 y 2023, y dos medallas en el Campeonato Europeo de Judo, en los años 2021 y 2025.
Participó en dos Juegos Olímpicos de Verano, ocupando el quinto lugar en Tokio 2020 (–66 kg) y el quinto en París 2024 (–73 kg).

## Palmarés internacional
| Campeonato Mundial | Campeonato Mundial     | Campeonato Mundial | Campeonato Mundial |
| Año                | Lugar                  | Medalla            | Categoría          |
| ------------------ | ---------------------- | ------------------ | ------------------ |
| 2021               | Budapest (Hungría)     | Medalla de plata   | –66 kg             |
| 2023               | Doha (Catar)           | Medalla de plata   | –73 kg             |
| Campeonato Europeo |                        |                    |                    |
| Año                | Lugar                  | Medalla            | Categoría          |
| 2021               | Lisboa (Portugal)      | Medalla de oro     | –66 kg             |
| 2025               | Podgorica (Montenegro) | Medalla de plata   | –73 kg             |